# Godešič
Godešič este o localitate din comuna Škofja Loka, Slovenia, cu o populație de 663 de locuitori.